# 아나 토로하
아나 토로하(Ana Torroja, 1959년 2월 28일 ~ )는 스페인의 싱어송라이터이다.